# Olga Lepesjinskaja
Olga Lepesjinskaja, ryska Ольга Лепешинская, född 28 september 1916 i Kiev, Kejsardömet Ryssland, död 20 december 2008 i Moskva, Ryssland, var en rysk ballerina och balettlärare.
Hon blev prima ballerina vid Bolsjojbaletten 1933. Efter att ha dragit sig tillbaka som ballerina började hon att undervisa i balett.